# バドミントン日本代表
バドミントン日本代表は、日本バドミントン協会によって選出され、国際大会に派遣される日本のバドミントンナショナルチームである。なお、下記の選手及びそれ以外の選手が所属チームからの自費派遣という形で国際大会に出場することがある。

## オリンピック出場選手一覧（正式競技化以降）
| 年 開催都市           | 男子シングルス      | 女子シングルス               | 男子ダブルス                            | 女子ダブルス                                             | 混合ダブルス         |
| --------------------- | ------------------- | ---------------------------- | --------------------------------------- | -------------------------------------------------------- | -------------------- |
| 2024 パリ             | 奈良岡功大 西本拳太 | 大堀彩 山口茜                | 保木卓朗・小林優吾                      | 松山奈未・志田千陽 松本麻佑・永原和可那                  | 渡辺勇大・東野有紗   |
| 2020 東京             | 桃田賢斗 常山幹太   | 奥原希望 山口茜              | 遠藤大由・渡辺勇大 園田啓悟・嘉村健士   | 福島由紀・廣田彩花 永原和可那・松本麻佑                  | 渡辺勇大・東野有紗   |
| 2016 リオデジャネイロ | 佐々木翔            | 奥原希望 山口茜              | 早川賢一・遠藤大由                      | 髙橋礼華・松友美佐紀                                     | 数野健太・栗原文音   |
| 2012 ロンドン         | 佐々木翔 田児賢一   | 佐藤冴香                     | 佐藤翔治・川前直樹                      | 藤井瑞希・垣岩令佳 末綱聡子・前田美順                    | 池田信太郎・潮田玲子 |
| 2008 北京             | 佐藤翔治            | 廣瀬栄理子                   | 舛田圭太・大束忠司 坂本修一・池田信太郎 | 小椋久美子・潮田玲子 末綱聡子・前田美順                  |                      |
| 2004 アテネ           | 山田英孝 佐藤翔治   | 森かおり 米倉加奈子 田中美保 | 舛田圭太・大束忠司                      | 山本静香・山田靑子 中山智香子・吉冨桂子                  | 大束忠司・山本静香   |
| 2000 シドニー         | 舛田圭太 山田英孝   | 水井泰子 井田貴子 米倉加奈子 |                                         | 井川里美・永峰弘子 岩田良子・松田治子                    |                      |
| 1996 アトランタ       | 町田文彦            | 水井妃佐子 水井泰子          |                                         | 宮村愛子・宮村亜貴子 阪本雅子・松尾知美                  |                      |
| 1992 バルセロナ       | 町田文彦 本山秀昭   | 水井妃佐子 鴻原春美          | 松野修二・松浦進二 町田文彦・宮康二     | 陣内貴美子・森久子 捧匡子・松尾知美 水井妃佐子・鴻原春美 | ＜無し＞             |

## 世界選手権メダル獲得者
- 第1回（1977年）
  - 栂野尾悦子/植野恵美子：女子ダブルス優勝
  - 湯木博恵：女子シングルス3位
- 第2回（1980年）
  - 米倉よし子/徳田敦子：女子ダブルス3位
- 第16回（2007年）
  - 坂本修一/池田信太郎：男子ダブルス3位
  - 小椋久美子/潮田玲子：女子ダブルス3位
- 第19回（2011年）
  - 前田美順/末綱聡子：女子ダブルス3位
- 第21回（2014年）
  - 三谷美菜津：女子シングルス3位
  - 垣岩令佳/前田美順：女子ダブルス3位
- 第22回（2015年）
  - 桃田賢斗：男子シングルス3位
  - 遠藤大由/早川賢一：男子ダブルス3位
  - 福万尚子/與猶くるみ：女子ダブルス3位
- 第23回（2017年）
  - 奥原希望：女子シングルス優勝
  - 福島由紀/廣田彩花：女子ダブルス準優勝
  - 高橋礼華/松友美佐紀：女子ダブルス3位
  - 園田啓悟/嘉村健士：男子ダブルス3位
- 第24回（2018年）
  - 桃田賢斗：男子シングルス優勝
  - 松本麻佑/永原和可那：女子ダブルス優勝
- 第25回（2019年）
  - 桃田賢斗：男子シングルス優勝
  - 松本麻佑/永原和可那：女子ダブルス優勝
  - 奥原希望：女子シングルス準優勝
- 第26回（2021年）
  - 山口茜：女子シングルス優勝
  - 保木卓朗/小林優吾：男子ダブルス優勝
  - 渡辺勇大/東野有紗：混合ダブルス準優勝
  - 松本麻佑/永原和可那：女子ダブルス3位
  - 山下恭平/篠谷菜留：混合ダブルス3位
- 第27回（2022年）
  - 山口茜：女子シングルス優勝
  - 渡辺勇大/東野有紗：混合ダブルス準優勝
  - 松本麻佑/永原和可那：女子ダブルス3位
- 第28回（2023年）
  - 奈良岡功大：男子シングルス準優勝
  - 山口茜：女子シングルス3位
  - 渡辺勇大/東野有紗：混合ダブルス3位

## 国別団体戦の記録
| トマス杯 - 1964 - 準決勝進出 (4位/5位) - 1967 - ファイナルラウンド (3位) - 1970 - アジアゾーン決勝進出 - 1979 - 準決勝進出 - 1982 - 5位/6位 - 1984 - 7位/8位 - 2004 - 5位/8位 - 2006 - 準々決勝進出 - 2008 - 準々決勝進出 - 2010 - 準決勝進出 - 2012 - 準決勝進出 - 2014 - 優勝 - 2016 - ベスト8 - 2018 - 準優勝 - 2020 - 3位 - 2022 - 3位 - 2024 - ベスト8 | ユーバー杯 - 1966 - 優勝 - 1969 - 優勝 - 1972 - 優勝 - 1975 - 準優勝 - 1978 - 優勝 - 1981 - 優勝 - 1986 - 4位 - 1988 - 4位 - 1990 - 準決勝進出 - 2004 - 準決勝進出 - 2006 - 準々決勝進出 - 2008 - 9位 - 2010 - 準決勝進出 - 2012 - 準決勝進出 - 2014 - 準優勝 - 2016 - 3位 - 2018 - 優勝 - 2020 - 準優勝 - 2022 - 3位 - 2024 - 3位 | スディルマンカップ - 1989 - 7位 - 2001 - 8位 - 2005 - 10位 - 2007 - 9位 - 2009 - 7位 - 2011 - ベスト8 - 2013 - ベスト8 - 2015 - 準優勝 - 2017 - 3位 - 2019 - 準優勝 - 2021 - 準優勝 - 2023 - 3位 |

## BWFワールドツアーファイナルズ出場選手一覧
- 2017年以前はスーパーシリーズファイナルズ

| 年 開催都市           | 男子シングルス    | 女子シングルス  | 男子ダブルス                        | 女子ダブルス                             | 混合ダブルス        |
| --------------------- | ----------------- | --------------- | ----------------------------------- | ---------------------------------------- | ------------------- |
| 2024 杭州             | 奈良岡功大        | 大堀彩 山口茜   |                                     | 松山奈未・志田千陽 岩永鈴・中西貴映      | 緑川大輝・齋藤夏    |
| 2023 杭州             | 奈良岡功大        |                 | 保木卓朗・小林優吾                  | 松山奈未・志田千陽 松本麻佑・永原和可那  | 渡辺勇大・東野有紗  |
| 2022 バンコク         | 奈良岡功大        | 山口茜          | 保木卓朗・小林優吾                  |                                          |                     |
| 2021 バリ             | 桃田賢斗          | 山口茜          | 保木卓朗・小林優吾                  | 松山奈未・志田千陽                       | 渡辺勇大・東野有紗  |
| 2020 バンコク         | [ 11 ]            | [ 11 ]          | [ 11 ]                              | [ 11 ]                                   | [ 11 ]              |
| 2019 広州             | 桃田賢斗          | 奥原希望 山口茜 | 遠藤大由・渡辺勇大                  | 松本麻佑・永原和可那 福島由紀・廣田彩花  | 渡辺勇大 ・東野有紗 |
| 2018 広州             | 桃田賢斗          | 奥原希望 山口茜 | 遠藤大由・渡辺勇大                  | 髙橋礼華･松友美佐紀 松本麻佑・永原和可那 | 渡辺勇大 ・東野有紗 |
| 2017 ドバイ           |                   | 山口茜 佐藤冴香 | 嘉村健士･園田啓悟 保木卓朗･小林優吾 | 田中志穂・米元小春 福島由紀・廣田彩花    | 数野健太・栗原文音  |
| 2016 ドバイ           |                   | 山口茜          | 嘉村健士･園田啓悟                   | 髙橋礼華･松友美佐紀 福万尚子･與猶くるみ  | 数野健太・栗原文音  |
| 2015 ドバイ           | 桃田賢斗          | 奥原希望        | 早川賢一･遠藤大由                   | 髙橋礼華･松友美佐紀 福万尚子･與猶くるみ  |                     |
| 2014 ドバイ           | 桃田賢斗 田児賢一 | 山口茜          | 早川賢一･遠藤大由                   | 髙橋礼華･松友美佐紀 前田美順･垣岩令佳    |                     |
| 2013 クアラルンプール | 田児賢一          | 三谷美菜津      | 早川賢一･遠藤大由 平田典靖･橋本博且 | 髙橋礼華･松友美佐紀 前田美順･垣岩令佳    |                     |
| 2012 深圳             | 田児賢一          | 廣瀬栄理子      | 早川賢一･遠藤大由                   | 松尾静香･内藤真実 髙橋礼華･松友美佐紀    |                     |
| 2011 柳州             | 田児賢一 佐々木翔 | 佐藤冴香        | 平田典靖･橋本博且                   | 藤井瑞希･垣岩令佳 松尾静香･内藤真実      | 池田信太郎･潮田玲子 |
| 2010 台北             |                   |                 |                                     | 末綱聡子･前田美順 藤井瑞希･垣岩令佳      |                     |
| 2009 ジョホールバル   |                   |                 |                                     |                                          |                     |
| 2008 コタキナバル     |                   | 平山優          |                                     |                                          |                     |
| 2007                  | 開催されず        | 開催されず      | 開催されず                          | 開催されず                               | 開催されず          |

## 日本代表選手及びコーチ
- 2018年日本代表選手及びコーチ。所属は平成30年（2018年）1月時点。
- ナショナルチームA代表のみ令和4年（2022年）11月時点。

### 日本代表選手

#### ナショナルチームＡ代表
| - 男子選手 - 西本拳太（ジェイテクト） - 常山幹太（トナミ運輸） - 桃田賢斗（NTT東日本） - 渡辺勇大（BIPROGY） - 保木卓朗（トナミ運輸） - 小林優吾（トナミ運輸） - 金子祐樹（日本ユニシス） - 渡邉航貴 （BIPROGY） - 奈良岡功大 （IMG） - 古賀輝 （NTT東日本） - 齋藤太一 （NTT東日本） - 竹内義憲 （日立情報通信エンジニアリング） - 松居圭一郎 （日立情報通信エンジニアリング） - 山下恭平 （NTT東日本） | - 女子選手 - 山口茜（再春館製薬所） - 大堀彩（トナミ運輸） - 奥原希望（太陽ホールディングス） - 福島由紀（再春館製薬所） - 廣田彩花（再春館製薬所） - 松友美佐紀（日本ユニシス） - 松本麻佑（北都銀行） - 東野有紗（日本ユニシス） - 高橋明日香 （ヨネックス） - 永原和可那 （北都銀行） - 志田千陽 （再春館製薬所） - 松山奈未 （再春館製薬所） - 中西貴映 （BIPROGY） - 岩永鈴 （BIPROGY） - 篠谷菜留 （NTT東日本） |

#### ナショナルチームＢ代表
| - 男子選手 - 小野寺裕介（日本ユニシス） - 五十嵐優（中央大学） - 奈良岡功大（青森県立浪岡高等学校） - 古賀穂（早稲田大学） - 大林拓真（埼玉栄高等学校） - 古賀輝（NTT東日本） - 齋藤太一（NTT東日本） - 岡村洋輝（日本ユニシス） - 小野寺雅之（早稲田大学） - 金子真大 (福島県立ふたば未来学園高等学校) - 久保田友之祐（福島県立ふたば未来学園高等学校） - 浦井唯行（丸杉） - 権藤公平（トナミ運輸） - 三橋健也（日本大学） | - 女子選手 - 峰歩美 （再春館） - 三谷美菜津（NTT東日本） - 仁平菜月（トナミ運輸） - 鈴木ゆうき（聖ウルスラ学院英智高等学校） - 髙橋明日香（福島県立ふたば未来学園高等学校） - 福万尚子（ヨネックス） - 與猶くるみ（ヨネックス） - 新玉美郷（NTT東日本） - 渡邉あかね（NTT東日本） - 櫻本絢子（ヨネックス） - 高畑裕紀子（ヨネックス） - 志田千陽（再春館） - 松山奈未（再春館） - 栗原文音（日本ユニシス） - 篠谷菜留（日本ユニシス） - 宮浦玲奈（法政大学） |

### ナショナルチームコーチ

#### ヘッドコーチ
- 朴柱奉（日本バドミントン協会）

#### コーチ（A代表）
- 中島慶（日本バドミントン協会）
- リオニー・マイナキー（日本ユニシス）
- 崔相範（日本バドミントン協会）
- 中西洋介（日本ユニシス）
- ジェレミー・ガン（日本バドミントン協会）

#### コーチ（B代表）
- カレル・マイナキー（日本バドミントン協会）
- 舛田圭太（トナミ運輸）
- 廣瀬栄理子（日本バドミントン協会）
- 早川賢一（日本ユニシス）

## 過去のバドミントン日本代表
- 2025年のバドミントン日本代表
- 2024年のバドミントン日本代表
- 2023年のバドミントン日本代表
- 2022年バドミントン日本代表
- 2021年バドミントン日本代表
- 2020年バドミントン日本代表
- 2019年バドミントン日本代表
- 2018年バドミントン日本代表
- 2017年バドミントン日本代表
- 2016年バドミントン日本代表
- 2015年バドミントン日本代表[15]
- 2014年バドミントン日本代表[16]
- 2013年バドミントン日本代表[17]
- 2012年バドミントン日本代表[18]
- 2011年バドミントン日本代表[19]
- 2010年バドミントン日本代表[20]
- 2009年バドミントン日本代表[21]
- 2008年バドミントン日本代表
- 2007年バドミントン日本代表[22]
- 2006年バドミントン日本代表[23]